# Vangstunnelen
Der Vangstunnel (norwegisch Vangstunnelen) ist ein Straßentunnel in der norwegischen Gemeinde Voss, in der Provinz (Fylke) Vestland. Er liegt ca. 64 km östlich der Stadt Bergen und bildet die Umfahrung des Ortes Vossavangen sowie eine Unterführung unter der Bergensbanen. Der Tunneldurchbruch erfolgte am 5. November 2012. Er wurde am 20. Dezember 2013 dem Verkehr übergeben. Die E16 ist an beiden Enden mit einem Kreisverkehr angeschlossen, der an die alte Strecke durch den Ort führt. Der Tunnel ist Teil des Straßenbauprojektes Vossapakko, das der Region zugesprochen wurde.

## Verkehrsstärke
Seit der Eröffnung im Jahre 2013 hat der Verkehr im Tunnel zugenommen.
| Jahr: | ÅDT: | % gestiegen: |
| ----- | ---- | ------------ |
| 2014  | 3061 | /            |
| 2015  | 3422 | 11,79 % ▲    |
| 2016  | 3626 | 5,96 % ▲     |
| 2017  | 4039 | 11,39 % ▲    |
| 2018  | 4190 | 3,74 % ▲     |

## Galerie

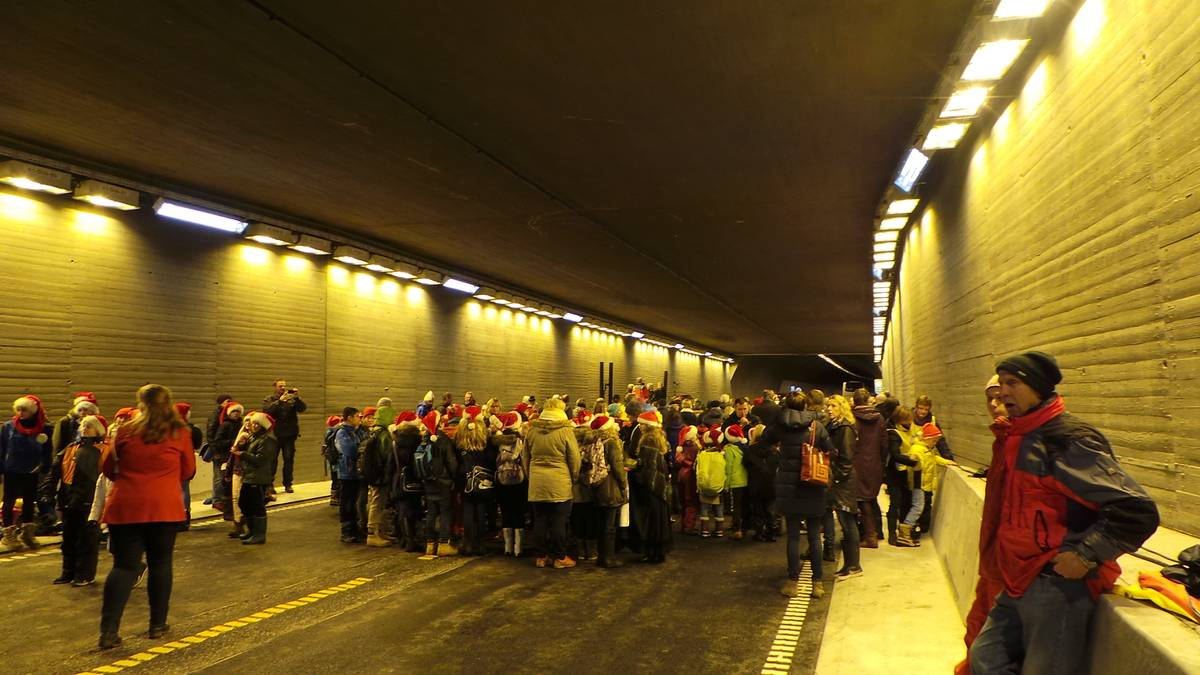
Menschen im Tunnel am Tag der Eröffnung 2013.